# Nowbār
Nowbār (persiska: نُوبار, نوبار) är en ort i Iran.   Den ligger i provinsen Västazarbaijan, i den nordvästra delen av landet, 500 km väster om huvudstaden Teheran. Nowbār ligger 1 568 meter över havet och antalet invånare är 433.
Terrängen runt Nowbār är kuperad åt sydväst, men åt nordost är den platt. Terrängen runt Nowbār sluttar österut.Runt Nowbār är det ganska tätbefolkat, med 58 invånare per kvadratkilometer. Närmaste större samhälle är Būkān, 17,4 km öster om Nowbār. Trakten runt Nowbār består i huvudsak av gräsmarker.